# Östergötlands runinskrifter 43
Runinskrift Ög 43 är ristad på en runhäll i orten Ingelstad, Östra Eneby socken i Östergötland.

## Runhällen
Hällens ristning består av två rader med kortkvistrunor på en bergvägg av mörk granit. Intill texten är ett ristat svärd, ett kors och ett hjul, varav det sistnämnda troligen symboliserar den i texten omnämnda solen. Speciellt med inskriften är förekomsten av en urnordisk d-runa bland i övrigt vikingatida runor. D-runan står som ett eget ord och antas vara en begreppsruna för namnet Dag. Runtypen är daterad till 700/800/900-talen. Den översatta inskriften följer nedan:

### Inskriften
Runskrift (yngre futhark):
⋮ᛌᛅᛚᛌᛁᚴᛅᚱᚦᛁᛌᚢᛚ
⋮ᛞ⋮ᛌᚴᚢᛐᛧᛁᚦ¦¦ᛅᚼᛁᚢ
Translitterering av runraden:
⋮ salsi karþi sul
⋮ D ⋮ skutʀ i þ--a hiu
Normalisering till runsvenska:
Salsi gærði sol. Dagr? skuta? i? þ[ett]a? hio?.
Översättning till nusvenska:
”Solse gjorde sol. Dager bergknallen i detta högg (Dag högg detta i bergknallen)”.

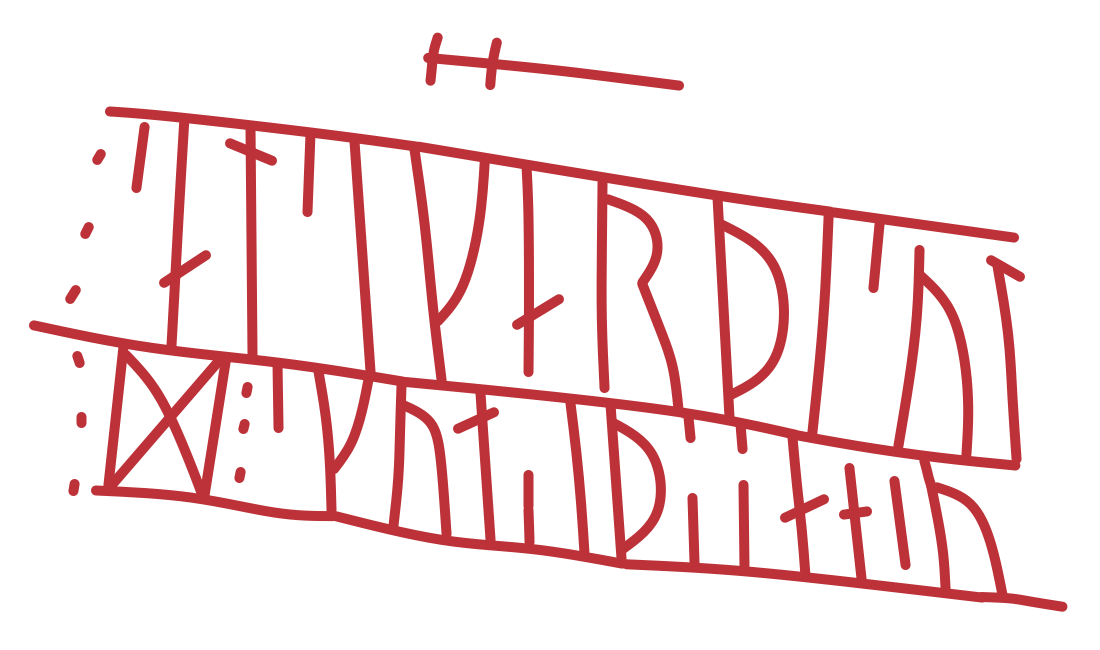
Renritad skrift.

Ordet skuti (dativ: skuta) härrör samma rot som ”skott” (något utstående) och betyder egentligen något i still med överhängande bergvägg, eller bergknalle om man går efter ristningens plats.

### Skrift
- Arthur Nordén Magiska runinskrifter. I: Arkiv för nordisk filologi 53, 1937. S. 147–189.
- Ög 43 Ingelstad – Runristningens historia och betydelse
- Samnordisk runtextdatabas
- Fornminnesregistret